# Rio Grande do Sul
Rio Grande do Sul je nejjižnější brazilský stát. Hlavním a největším městem státu je Porto Alegre. V okolí měst Bento Gonçalves a Caxias do Sul se nachází největší vinice v zemi. Je součástí brazilského Jižního regionu a sousedí s Argentinou a Uruguayí.

## Ekonomika
Rio Grande do Sul je jedním z nejvíce prosperujících brazilských států. Hlavními vývozními artikly jsou boty, tabák, automobily, obilí, kůže, hovězí maso a chemikálie. Rio Grande do Sul tvoří 6,6 % brazilského HDP, ačkoliv zde žije pouze 5,4 % brazilské populace.

## Separatismus
V Rio Grande do Sul existuje tradičně silné hnutí za nezávislost. Důvody jsou jak ekonomické (stát odvádí do federální pokladny více příjmů, než dostává), tak etnické - obyvatelstvo je zde na rozdíl od zbytku Brazílie převážně bílé, potomci italských, portugalských a německých přistěhovalců. Už v letech 1836–1845 zde byla vyhlášena na protest proti porušování ústavy brazilským císařem republika Piratini s prezidentem Bentem Goncalvesem da Silvou, která vedla proti centrální vládě tzv. válku otrhanců. Vlajka Piratini měla tři šikmé pruhy: zelený, červený a žlutý. I po potlačení povstání existovaly vždy silné snahy o co největší nezávislost na ústřední moci, od roku 1992 zde existuje Hnutí za nezávislou republiku Pampas (tzv. República Gaúcha), která by zahrnovala Rio Grande do Sul, Santa Catarinu a Paraná.